# Hemileiocassis
Hemileiocassis is een monotypisch geslacht van straalvinnige vissen uit de familie van de stekelmeervallen (Bagridae).

## Soort
- Hemileiocassis panjang Ng & Lim, 2000